# Anagallis acuminata
Anagallis acuminata (Synonym: Lysimachia acuminata) ist eine Pflanzenart aus der Gattung Gauchheil (Anagallis) in der Unterfamilie der Myrsinengewächse (Myrsinaoideae) innerhalb der Familie der Primelgewächse (Primulaceae), die in Angola, Simbabwe und Tansania vorkommt.

## Beschreibung

### Vegetative Merkmale
Anagallis acuminata ist eine einjährige Pflanze, die zwischen 3 und 12 Zentimeter hoch wird und an der Basis rötlich gefärbt ist. Die unteren Blätter sind gegenständig und die oberen spitz und wechselständig; sie sind 2 bis 7 Millimeter lang und weniger als einen halben Millimeter breit.

### Generative Merkmale
Die Blütenstände erscheinen als traubenförmiger Corymbus (Schirmrispe), die durch die Früchte leicht verlängert wird. Die Blütenstiele sind bis 1 Zentimeter lang; die schmalen und lanzettförmigen sowie zugespitzten Kelchblätter 2 bis 3 Millimeter lang. Das ungefähr 3 Millimeter lange Kronblatt ist weiß und ungefähr 3 Millimeter lang. Die Staubbeutel sind kugelig, stumpf und etwa 0,3 Millimeter lang. Die zahlreichen Samen sind etwa 0,35 Millimeter lang.

## Vorkommen
Anagallis acuminata kommt im Distrikt Songea in Tansania, im Norden Angolas und Simbabwe vor. 1958 wurde die Pflanze im Distrikt Songea entdeckt, zuvor war sie nur aus Angola und Simbabwe bekannt.
Die Pflanze wächst auf feuchten Boden bei Bachläufen auf einer Seehöhe von 1200 bis 1700 Metern. Anagallis acuminata wächst in bis zu 3 Zentimeter tiefem Wasser, wo sie mit Anagallis rhodesica, das in bis zu 8 Zentimeter tiefem Wasser vorkommt, gemeinsam wächst.

## Systematik
Anagallis acuminata ist eine Art in der Gattung Gauchheil (Anagallis). Es wurde festgestellt, dass Anagallis acuminata eng mit Anagallis rhodesica und Anagallis elegantula verwandt ist, da diese drei Arten ähnliche Merkmale aufweisen, etwa schmale lanzettliche Blätter oder dreizahnige Kronlappenspitzen.